# Skridttæller
Skridttæller eller pedometer er et mekanisk eller elektronisk måleinstrument som tæller antal skridt brugeren går. En skridttæller kan måle aktivitetsniveau både under træning og i hverdagen og bliver ofte brugt for at motivere til øget fysisk aktivitet eller mere motion.
Det anbefales, at man hver dag går 10.000 skridt for at have en aktiv livsstil. Det svarer til omkring 8 km eller godt over en times gang. Vil man gå ned i vægt, skal man op på 15.000 til 20.000 skridt hver dag.
Skridttællere kan i dag være indbygget som en funktion i andre typer bærbar elektronik som MP3-afspillere og mobiltelefoner.

## Skridttællere indbygget i elektroniske apparater

### Apple iPod Nano
5. generation iPod Nano fra Apple inheholder et integreret pedometer.

### Nike&iPod
Apple og Nike, Inc. tilbyder produktet Nike+iPod Sports Kit. Kittet bruger en sensor placeret i brugerens sko, som kommunikerer med en trådløs modtager i MP3-afspilleren. Denne modtager træningsinformationer såsom tid, distance, og kalorieforbrug.

### NTT DoCoMo Fujitsu Pedometertelefon
Dette er den første integrerede telefon med et pedometer der virker 24/7 og tæller skridt ligesom et Omron pedometer. Sensoren er lavet af ADI. Dette håndset blev introduceret i Japan i 2004 og der er solgt mere end 3 million enheder.

### Nokia 5500 Sportstelefon
The Nokia 5500 sportstelefon bruger en indbygget 3 akse MEMS inerti-sensor til at opfange hvor mange skridt brugeren tager. Pedometerprogrammet holder styr på antallet af skridt, tiden, og distancen. Dog kan applikationen ikke køre uafbrudt da den dræner telefonens batteri.

### Nokia Sports Tracker
Nokia Sports Tracker indeholder et pedometer, der virker sammen med Nokia Symbiantelefoner med et accelerometer. Accelerometere er inkluderet i telefonerne for at gemme den korrekte orientering på fotos og for at forbedre gps positioneringsfunktionen.

### Nokia Skridttæller
Nokia Step Counter er en gratis applikation, tilgængelig på Nokia Beta Labs Arkiveret 9. april 2009 hos  Wayback Machine, der virker på en lang række N-Series Nokia mobiltelefoner. Pedometerapplikationen holder styr på antallet af skridt, tiden og distancen. Applikationen kan køre hele dagen da den ikke dræner batteriet nævneværdigt.

### Sony Ericsson W710 walkmantelefon, W580 walkmantelefon
Sony Ericsson W710 og W580 walkmantelefoner bruger en indbygget 2 akse MEMS inerti-sensor til at opfange hvor mange skridt brugeren tager. W710 er en flip-telefon og viser brugerens skrridt på det eksterne display. W710 skal være lukket for at kunne tælle skridt. Når skridttælleren er aktiveret, tæller den opfangede skridt i løbet af dagen, og ved midnat gemmer den tælleren i en dag-til-dag historie og nulstiller tælleren.